# Джонсон (округ, Арканзас)
Шаблон:StateAbbr_ 35°33′00″ пн. ш. 93°28′00″ зх. д. / 35.55° пн. ш. 93.466666666667° зх. д.
Округ Джонсон (англ. Johnson County) — округ (графство) у штаті Арканзас. Ідентифікатор округу 05071.

## Історія
Округ утворений 1833 року.

## Демографія
За даними перепису
2000 року
загальне населення округу становило 22781 осіб, зокрема міського населення було 5295, а сільського — 17486.
Серед мешканців округу чоловіків було 11332, а жінок — 11449. В окрузі було 8738 домогосподарств, 6235 родин, які мешкали в 9926 будинках.
Середній розмір родини становив 3,01.
Віковий розподіл населення поданий у таблиці:
| Стать    | До 15 років | 15-21 | 22-29 | 30-39 | 40-49 | 50-65 | 65-85 | Понад 85 |
| -------- | ----------- | ----- | ----- | ----- | ----- | ----- | ----- | -------- |
| Чоловіки | 2463        | 1236  | 1224  | 1582  | 1541  | 1852  | 1316  | 118      |
| Жінки    | 2249        | 1097  | 1167  | 1550  | 1560  | 1896  | 1604  | 326      |

## Суміжні округи
- Ньютон — північ
- Поуп — схід
- Логан — південь
- Франклін — захід
- Медісон — північний захід

## Виноски
1. ↑  U.S. Decennial Census. United States Census Bureau. Архів оригіналу за 26 квітня 2015. Процитовано 26 серпня 2015.
2. ↑  Historical Census Browser. University of Virginia Library. Архів оригіналу за 11 серпня 2012. Процитовано 26 серпня 2015.
3. ↑  Forstall, Richard L., ред. (27 березня 1995). Population of Counties by Decennial Census: 1900 to 1990. United States Census Bureau. Архів оригіналу за 24 вересня 2015. Процитовано 26 серпня 2015.
4. ↑  Census 2000 PHC-T-4. Ranking Tables for Counties: 1990 and 2000 (PDF). United States Census Bureau. 2 квітня 2001. Архів оригіналу (PDF) за 18 грудня 2014. Процитовано 26 серпня 2015.
5. ↑  State & County QuickFacts. United States Census Bureau. Архів оригіналу за 7 червня 2011. Процитовано 22 травня 2014.(англ.) Наведено за англійською вікіпедією.
6. ↑  American FactFinder. Бюро перепису населення США. Архів оригіналу за 21 травня 2008. Процитовано 31 січня 2008.

| США | Це незавершена стаття з географії США. Ви можете допомогти проєкту, виправивши або дописавши її. |